# Carlos Eduardo
Carlos Eduardo, właśc. Carlos Eduardo Marques (ur. 18 lipca 1987 roku w Ajuricaba) – brazylijski piłkarz występujący na pozycji pomocnika lub napastnika w Atlético Mineiro. Reprezentant Brazylii. W swojej karierze reprezentował także barwy Gremio, TSG 1899 Hoffenheim, Rubinu Kazań i CR Flamengo.

## Kariera klubowa

### Grêmio
Eduardo jest wychowankiem brazylijskiego klubu Gremio Porto Alegre. W Campeonato Brasileiro Série A zadebiutował 20 maja 2007 w wygranym 2:0 meczu z Fluminense, w którym to strzelił również debiutanckiego gola.

### Hoffenheim
29 sierpnia 2007 za kwotę 7 milionów euro przeniósł się do występującego wówczas w 2. Bundeslidze, niemieckiego zespołu TSG 1899 Hoffenheim. We wspomnianej 2 lidze niemieckiej, zadebiutował 3 września 2007 w spotkaniu z Freiburgiem (2:3). Spędził wtedy na boisku 65 minut. W drugim oficjalnym, ligowym spotkaniu 16 września w meczu z VfL Osnabrück (3:1) strzelił swoją pierwszą bramkę na niemieckich boiskach. Ogólnie w sezonie 2007/08 rozegrał 22 ligowe spotkania, w których strzelił 5 goli i zanotował 4 asysty a także, zajmując 2. miejsce w lidze, wywalczył z ekipą TSG 1899 Hoffenheim awans do Bundesligi. Na debiut w Bundeslidze, Brazyljczyk nie musiał czekać zbyt długo, gdyż nastąpił on już w 1. kolejce, 16 sierpnia 2008 kiedy to jego zespół o statusie beniaminka ligi, podejmował na wyjeździe Energie Cottbus. Drużyna Hoffe wygrała to spotkanie 3:0 a Carlos Eduardo spędził na murawie pełne 90 minut. 21 września 2008 w wygranym 4:1 meczu z Borussią Dortmund, pokonując strzałem lewą nogą bramkarza gości Romana Weidenfellera, zdobył swoją pierwszą bramkę na najwyższym szczeblu rozgrywek w Niemczech. Łącznie, biorąc pod uwagę wszystkie rozgrywki, Carlos Eduardo wystąpił w 90 meczach zespołu TSG Hoffenheim, w których strzelił 19 goli i zaliczył 22 asysty.

### Rubin Kazań
24 sierpnia 2010 został zawodnikiem Rubina Kazań. Kwota transferu piłkarza TSG 1899 Hoffenheim, wyniosła rosyjski klub 20.000.000 euro. W Premier Lidze zadebiutował 11 września 2010 w wygranym 3:0 meczu z Amkarem Perm, w którym strzelił 2 bramki. Właśnie w barwach Rubina Kazań, 14.09.2010 debiutował w Lidze Mistrzów. Miało to miejsce podczas wyjazdowego spotkania fazy grupowej przeciwko FC København (0:1).
- Flamengo (wypożyczenie)

24 stycznia 2013 został wypożyczony na półtora roku do brazylijskiego klubu CR Flamengo. Rozegrał w tym czasie 24 spotkania na poziomie tamtejszej Série A.
30 czerwca 2014 powrócił do Rubina, którego zawodnikiem jest do dziś.

## Kariera reprezentacyjna

### Brazylia U-20
Carlos Eduardo Marques swoją karierę reprezentacyjną rozpoczynał od występów w młodzieżowej reprezentacji Brazylii U-20, w której zadebiutował 30 czerwca 2007 w przegranym 0:1 meczu z Polską w ramach Mistrzostw Świata U-20. Eduardo przebywał na boisku przez 24 minuty, a jedyną bramkę tego spotkania zdobył w 23 minucie meczu polski piłkarz Grzegorz Krychowiak, bezpośrednim strzałem z rzutu wolnego. W młodzieżówce rozegrał w sumie 3 spotkania, podczas których spędził na boisku okrągłe 100 minut.

### Brazylia
W seniorskiej reprezentacji Brazylii zadebiutował 14 listopada 2009 w wygranym 1:0 meczu z Anglią. W dniu debiutu miał 22 lata, 3 miesiące i 27 dni a trenerem reprezentacji był wtedy Carlos Caetano Bledorn Verri znany jako Dunga. Dotychczas rozegrał w kadrze narodowej swojego kraju 6 meczów.